# Božo Petrović-Njegoš
Vojvoda Božo Petrović-Njegoš, črnogorski general in politik, * 1846, † 1929.
V letih 1867–1879 je bil predsednik Črnogorskega senata in v letih 1879–1905 predsednik vlade Črne gore.